# Sítio Classificado da Fonte Benémola
O Sítio Classificado da Fonte Benémola ou Paisagem Protegida Local da Fonte Benémola é uma área protegida localizada no Algarve. Têm uma fauna e flora variada, intimamente ligados com a água.